# Barra Patuca
Barra Patuca är en ort i Honduras.   Den ligger i departementet Departamento de Gracias a Dios, i den östra delen av landet, 400 km nordost om huvudstaden Tegucigalpa. Barra Patuca ligger 1 meter över havet och antalet invånare är 2 758.
Terrängen runt Barra Patuca är mycket platt. Havet är nära Barra Patuca åt nordost.  Trakten runt Barra Patuca är nära nog obefolkad, med mindre än två invånare per kvadratkilometer. Det finns inga andra samhällen i närheten. 